# Біскужа
Біскужа́ (рос. Бискужа) — присілок у складі Кувандицького міського округу Оренбурзької області, Росія.

## Населення
Населення — 7 осіб (2010; 24 у 2002).
Національний склад (станом на 2002 рік):
- росіяни — 54 %